# Segunda Batalha de Salvador
A Segunda Batalha de Salvador foi um conflito militar entre as forças holandesas e portuguesas, comandados por João Maurício, Príncipe de Nassau-Siegen e Luís Barbalho, respectivamente.
O desfecho, foi semelhante ao da Primeira Batalha de Salvador, onde novamente a vitória foi de Portugal.